# Nazionale femminile di hockey su ghiaccio dei Paesi Bassi
La nazionale di hockey su ghiaccio femminile dei Paesi Bassi è controllata dalla Federazione di hockey su ghiaccio dei Paesi Bassi, la federazione olandese di hockey su ghiaccio, ed è la selezione che rappresenta i Paesi Bassi nelle competizioni internazionali femminili di questo sport.

## Competizioni principali

### Olimpiadi invernali
Nessuna partecipazione

### Mondiali
- 1999: 16º posto

### Europei
- 1989: 8º posto
- 1991: 10º posto
- 1995: N.C.
- 1996: N.C.